# Mara (album)
 For alternative betydninger, se Mara. (Se også artikler, som begynder med Mara)
Mara er det niende studiealbum fra den skotske keltiske rockband Runrig. Det blev udgivet i 1995.
Titlen betyder "fra havet" på skotsk gælisk. Det er det sidste album, hvor Donnie Munro medvirker på vokal, og det femte og sidste album, der blev udgivet på Chrysalis records.

## Spor
1. "Day in a Boat" - 2:56
2. "Nothing but the Sun" - 7:15
3. "The Mighty Atlantic" / "Mara Theme" - 6:43
4. "Things That Are" - 4:55
5. "Road and the River" - 4:29
6. "Meadhan Oidhche air an Acairseid" (Midnight on the Harbour) - 4:53
7. "The Wedding" - 4:11
8. "The Dancing Floor" - 5:29
9. "Thairis air a' Ghleann" (Beyond the Glen) - 3:48
10. "Lighthouse" - 3:50

## Personel
- Iain Bayne: trommer, percussion
- Malcolm Jones: guitar, drejelire, harmonika
- Calum Macdonald: percussion
- Rory Macdonald: vokal, basguitar
- Donnie Munro: Forsanger
- Peter Wishart: keyboard